# Phrynoidis juxtaspera
Phrynoidis juxtaspera är en groddjursart som först beskrevs av Robert F. Inger 1964.  Phrynoidis juxtaspera ingår i släktet Phrynoidis och familjen paddor. IUCN kategoriserar arten globalt som livskraftig. Inga underarter finns listade i Catalogue of Life.